# 公女殿下の家庭教師
『公女殿下の家庭教師』（こうじょでんかのかていきょうし）は、七野りくによる日本のライトノベル。イラストはcuraが担当している。Web版はカクヨムにて2017年10月から連載されており、書籍版は富士見ファンタジア文庫（KADOKAWA）より2018年12月から刊行されている。
第3回カクヨムWeb小説コンテストの異世界ファンタジー部門大賞受賞作。「次のヒット作はこれだ！ 新作ラノベ総選挙2019」文庫部門（ブックウォーカー）では5位を獲得している。2024年7月時点で電子版を含めた全世界シリーズ累計部数は85万部を突破している。
無糖党が作画を担当するコミカライズ版が『少年エースplus』（KADOKAWA）にて2019年9月13日から連載中。テレビアニメが2025年7月から放送中。

## あらすじ
魔力は少ないながら優れた魔法技術を持っており、わずか1年で王立学校を卒業したアレンは、王宮魔法士の試験に落第してしまう。アレンが王立学校の教授に相談したところ、「公爵家の家庭教師」の仕事を紹介される。
四大公爵家のハワード公爵は、初級魔法すら使えない娘の公女 ティナに魔法を使うことを諦めてもらい、将来は彼女の得意分野である「植物や作物の研究」の道に進むことを望んでおり、王立学校への入学をティナに諦めさせるようアレンに依頼する。
だがアレンは、ティナが王立学校の水準を満たすだけの魔法が使えるように自分が教えることを申し出て、公女であるティナと、彼女の専属メイドにしてハワード家に仕えるウォーカー家の跡取り娘であるエリーの家庭教師となる。

## 登場人物
声の項は特記のない場合、テレビアニメ版の声優。

### 主要人物
アレン
声 - 上村祐翔 / 内田雄馬（PV・ボイスコミック）
本作の主人公。17歳の青年。狼族である両親に拾われた。名前の由来は200年前の魔王大戦で英雄と呼ばれていた同名の人物。
同級生の公爵令嬢リディヤに魔法を指導し、リディヤと共に主席と次席で卒業した。
常にリディヤに振り回されており、リディヤの腐れ縁兼相棒「剣姫の頭脳」と呼ばれている。また、リディヤの母からは、息子同然の扱いを受けている。
魔法は全属性の中級まで使える。王国内において魔法制御技術は屈指。他者と魔力を繋げることができ、相手の魔力で自身も上級魔法を使うことが出来る。リディヤとは神域の水を媒介に「誓約」を結び、お互いの位置を把握、一部意思疎通、魔力を繋ぐことも容易になった。剣の腕前もそこらの近衛騎士など相手にもならないほどで、リディヤとまともに打ち合える時点で異常（近衛騎士団でも彼女と一合でも剣を合わせられる者は殆ど存在しない）なのだが、本人はその自覚がなくあまり得意とは思っていない。
王立学校の副生徒会長であるカレンは、義妹に当たる。
シェリルの直属調査官に任命されたが、リディアはよく思っていない。
優れた魔法技術を持ちながらも、腐敗貴族共の嫌がらせで王宮魔法士の試験に落第して丁度やることが無くなっていたタイミングで、教授からハワード公爵令嬢の家庭教師を紹介される。
年下の女の子の頭を撫でるのが癖で、所属している研究室の教授からは「天性の年下殺し」と揶揄されている。
3巻でハワード、リンスター公爵家合同商会（アレン商会）の元締めに任された。昔から大魔法を調べている。
八大精霊である、氷鶴、炎麟と聖霊教から鍵、鍵の能力を持つ一族の末柄（他人と魔力をつなげる能力を持つもの、精霊と英雄たちの永劫の呪縛を解く鍵、星の約を果たし、乱れた律を整える存在。）と呼ばれている。
ティナ・ハワード
声 - 澤田姫 / 日高里菜（PV・ボイスコミック）
小氷姫。ハワード公爵家の次女。13歳。敬称は公女殿下。容姿は母ローザによく似ている。王位継承権は非公式だが所持。エリーとはメイド兼幼馴染兼親友。リィネは初めて出来た友達。
公爵家直系にも関わらず、アレンに出会うまで魔法を一切使えず、貴族社会では魔法が使えないハワードの「忌み子」と蔑まれていた。そのため自身の未来を照らしてくれたアレンに想いを寄せている。
極致魔法である氷雪狼を使うことができ、大精霊である「氷鶴」を宿している。
学問に関しては、昔から書物を読んでいたため、アレンから「王国の至宝」とまで言われるレベルで、植物、作物研究によってハワード家の食物自給率と財政状況を改善している。
王立学校には首席合格するも、次席であったアレンと帽子に着ける徽章が違うことに愕然としそろえるために、成績を落とそうとしたが、「彼に嫌われるかもしれない」と思い、前期試験でも首席を維持した。
リディヤ・リンスター
声 - 長谷川育美 / 戸松遥（PV）
リンスター公爵家の長女。魔法剣士。17歳。王位継承権は上位。敬称は公女殿下。王宮魔法士にも就いている。アレンとは同級生で相方。ヒロイン達の中であらゆる面で最強で、アレンとの関係はほとんどゴール手前な立ち位置のキャラ。アレンにとって年下は異性ではなく妹扱いなのも相まって、アレンを巡る攻防ではリディヤがほぼ独走状態であり、彼女自身この先誰も横に並ばせるつもりはない。とても嫉妬深く独占欲が強いが、かなりのツンデレでもあり、アレンに会うたび挨拶代わりや照れ隠しに「火焔鳥」を投げつけてくる。その反面、他の男に対する態度はとてつもなく冷たい。
実戦では「火焔鳥」を中心に使用する。本来なら当主に継承されるはずのリンスターに伝わる宝剣「真朱」を、当主ではないのに継承している。かつてアレンに出会うまで魔法をほとんど使えずティナと同じような境遇にあり、リンスターの「忌み子」と蔑まれていた。魔法は苦手だったため剣術で入学した。格下相手が大半でほとんどの戦闘で魔法しか使わないため魔法メインだと誤解されているが、実際は剣術が最も優れているため「剣姫」の称号を賜っている。この事を知っているものは彼女に剣で挑む愚を犯さないが、そのような分かってる者は王国でも数が少ない。アレンに魔法を教えてもらい、わずか一年で優秀な成績（次席）で学園を卒業した。また義妹であるカレンの次に彼と魔力を繋いだ存在。
アレンと組んでいる限り、短期決戦においては無敵である。自分の魔力を渡すことにも躊躇がないので、アレンが了承した場合、極致魔法を乱射しつつ、「紅剣」を振るってくる。
カレン
声 - 前島亜美
雷狼。アレンの義妹。王立学校副生徒会長。ブラコン。アレンが初めて魔法を繋いだ相手でもある。
雷属性と相性がよく、オルグレンの魔斧槍「深紫」すらも平然と使いこなす。
リディヤを義姉と認める気はなく、アレンのことで言い合いになったりするが、時には味方だったりする。ティナ達のことは可愛い後輩と思っているが、やはりアレンを渡す気はない。ステラ、フェリシアは親友。
アレンと同じく勇者アリスから「アルヴァ―ン」性の名乗りを許されており、時たまカレン・アルヴァーンと名乗っている。
エリー・ウォーカー
声 - 守屋亨香 / 島袋美由利（ボイスコミック）
小風姫。ティナの専属メイドで、ウォーカー家の跡取り娘。14歳。ティナと共に、アレンに家庭教師を受けることになる。
魔法は炎・水・土・風・闇の属性を、中級魔法まで一通り使うことが出来る。その実力は伸び続けており、いずれ王国でも有数の魔法士になると期待されている。
リィネ・リンスター
声 - 岡咲美保
小炎姫。リンスター家の次女。13歳。敬称は公女殿下。王位継承権はなし。アレンを「兄様（）」と呼ぶ。ティナのことはアレンを取られてしまったためやきもちを焼いており、顔を合わせる度言い合いをしているが、初めて出来た同年代の友達でもある。エリーとは比較的良好な関係である。
王立学校は次席入学。次席入学はアレンと同じなので、嬉しく思っている。姉譲りの剣技と炎魔法を持つ才媛。
魔法は炎中心。「火焔鳥」も使える。

### ウェインライト王国

#### ウェインライト王家
ウェインライト王国王家。家祖は青薔薇。
ジャスパー・ウェインライト
声 - 鷲見昂大
現ウェインライト王国国王。王国武闘大会で優勝経験のある実力者。
ジョン・ウェインライト
ウェインライト王国元第一王子。自ら王位継承権を返上。
ジェラルド・ウェインライト
声 - 宮田俊哉
ウェインライト王国元第二王子。度重なる不祥事で王位剥奪。23歳。
シェリル・ウェインライト
ウェインライト王国第一王女。次期ウェインライト王国王女。アレンとリディヤと王立学校の同期生。王立学校は3席で卒業。アレンを自身の直属調査官として任命。
リディアからは「腹黒王女」、「腐れ王女」と呼ばれている。
名前の由来は、エリー・ウォーカーの祖母シェリーから。シェリルの母親は元メイドで、シェリーの愛弟子。
タチアナ・ウェインライト
ウェインライト王家の家祖。
カーリナ・ウェインライト

#### ハワード家
四大公爵家の一つ。代々受け継がれる属性は氷。極致魔法は「氷雪狼」。秘伝は「蒼拳」。北方を守護している。「軍神」の家系。始祖以来、戦場での敗北を知らない。
ワルター・ハワード
声 - 諏訪部順一
現公爵。北狼。ティナ、ステラの父親。敬称は公爵殿下。筋骨隆々な巨躯。極致魔法「氷雪狼」の使い手で歴戦の勇将であり、彼の名前を出すだけで、諸外国が警戒度を上げるほど。魔法の使えない娘が王立学校に行くことを危惧しており、アレンに諦めさせるよう依頼する。ティナの得意分野である「植物や作物の研究」をする方が、娘のためではないかと考えていた。妻ローザに先立たれながらも、娘2人を育ててきた。ハワード家の将来を巡って、ステラとは喧嘩別れの形で家出された。ティナの才能を認めつつも、武門としてのハワード家の終焉を感じていた。アレンに対しては感謝しているものの、娘達が慕っているのを見ると、お酒が欲しくなる模様。武人気質で貴族情勢は理解しつつも、北方という僻地を領土に持つこともあり、教授やリンスター公爵に比べれば物事を単純に考えがち。
ティナとエリーが王都に向かう前に最終試験を課し、自らが対戦相手になった。
ティナ・ハワード
ハワード公爵家の次女。
ステラ・ハワード
声 - 水瀬いのり
聖女。ティナの姉で王立学校の生徒会長。15歳。薄く青みがかった白金の長髪。ハワード家長女。ティナの姉。敬称は公女殿下。王位継承権は下位。
真面目で努力家で責任感が強く、何がなんでもハワード家を継ぐつもりで、半ば家出をする形で王立学校に入学した。
魔法は氷中心。腰に剣と短杖を下げている。アレンがステラ用に考案した極致魔法である「氷光鷹」、秘伝の「蒼剣」、「蒼楯」を使うことができる。
3巻では父ワルターから次期公爵を考えていないと言われ、思い悩んでいた。その後アレンに悩みを打ち明け、強くなりたいという意志から、カレン、ティナ、エリーと戦うことになる。その戦いではアレンとペアを組みアレンが考案したの極致魔法と秘伝を使えるようになった。
王都襲撃後、人々に治癒を行う姿から、「聖女様」「天使様」と呼ばれている。
ローザ・ハワード
ティナ、ステラの母親。故人。旧姓はエーテルハート。
魔法が衰退しつつあるこの時代において、大魔法の真相に肉薄した数少ない人物。
ロス・ハワード
ハワード家の家祖。
メイ・ハワード
ハワード副公爵家長女。

#### ウォーカー家
ハワード家に仕える一家。
エリー・ウォーカー
ティナの専属メイドで、ウォーカー家の跡取り娘。
グラハム・ウォーカー
声 - 中博史
エリーの祖父。初老。有能執事長。
四大公爵の一角である、ハワード家を支えるウォーカー家の当代。無類の忠義者にして、教授に「グラハムがいればハワードは何も問題無し」と称されるほど。
エリーの両親は既に亡くなっており、今まで大事に孫娘を育ててきた。アレンを評価しており、彼をウォーカー家に迎えても良いと考えている。
ハワード公爵家の諜報謀略担当。歴史の表舞台に現れて以降、帝国は情報をまともに収集出来ていない。
教授と帝国を半身不随に出来る程度の才能。王国内外に「深淵」の異名は伝わっており、名前を出すだけで相手の指揮が下がる。全盛期にはアンナ相手に優勢を築いていた。
シェリー・ウォーカー
声 - 定岡小百合
エリーの祖母。伝説メイドの異名を持ち、アンナから慕われている。ハワード家メイド長。
ロラン・ウォーカー
ハワード家に仕える執事。22歳。ステラに片思いしている。教授からは「ロラン坊」と呼ばれている。
ミリー・ウォーカー
樹守。エリーの母。11年前の王都封印書庫事件で黒幕と交戦、記録上死亡扱いされている。翡翠色の瞳が特徴。
ミナ・ウォーカー
ハワード家副メイド長。
オリー・ウォーカー
ハワード家メイド隊3席。
サリー・ウォーカー
ハワード家メイド隊4席。兄はロラン。
チトセ
ハワード家メイド隊五席。

#### リンスター家
四大公爵の一つ。代々継がれる属性は炎。極致魔法は「火焔鳥」。秘伝は「紅剣」。南方を守護している。母系の血が強く出ている。戦闘狂で他国からは野蛮人ともいわれている。
リディヤ・リンスター
リンスター家の長女。
リィネ・リンスター
リンスター家の次女。
リチャード・リンスター
声 - 橘龍丸
リンスター家の長男。25歳。次期リンスター公爵。敬称は公子殿下。リディヤとリィネの兄で二人からは「愚兄」、「リチャード兄様」と呼ばれている。かなりの美青年でモテる。婚約者あり。
リアム・リンスター
現リンスター公爵。リディヤ、リィネ、リチャードの父親。リンスター傍系。敬称は公爵殿下。「火焔鳥」を使いこなすもリサ、リディヤにはかなわない。
リサのことは妹同然に思っていたものの、あっさりと攫われた。そのためリディヤがアレンをそうしないか、内心かなりびくびくしている。子供達を愛している。
リサ・リンスター
声 - 川澄綾子
リディヤ、リィネ、リチャードの母親。リンスター家の最高権力者。敬称は公爵夫人。リディヤと並ぶと姉妹に見えるほど若く見える。リンスターの直系。初代「剣姫」。
現役時、王国最強剣士兼王国最強魔法士。諸外国においては、彼女が戦場に出てきた途端、和睦交渉を考えざるを得ないような人だった。
リアムとは従兄の関係で、幼い頃から知っていた。今は、南方の領地経営に辣腕を振るう。当代公爵にならなかったのは、リアムのカッコイイところを見たかったから。愛情深く、さっぱりしている。身分差に関しても先進的な考えを持っていて、才能重視。リチャードのことは勿論、愛しているものの、仮に才が足りないならば、次期公爵はアレンでも構わないと思っている。
アレンを誰よりも買っており、実の息子同然のように扱う。彼の地位引き上げへの布石に余念がなく、アレンの母親であるエリンとは文通する仲。
現役を退いたとはいえ、極致魔法「火焔鳥」を息をするように放つ。
夫であるリアムとは16の時に結婚。
リーン・リンスター
前リンスター公爵。リチャード、リディヤ、リィネの祖父。リサの父。「触らぬ神に祟りなし」とリンスターの男性陣が旨とするものを体現している。
第四次南方戦役では、後方を統括し、フェリシアを賞賛。
リンジー・リンスター
リチャード、リディヤ、リィネの祖母。リサの母。大陸最強魔法士。自称は「緋天」侯国連合では「緋血の魔女」とも呼ばれるほどの魔女であり、侯国連合最強と称されていた「七魔杖」全員を一撃で倒した。
リサと同じく16で先代侯爵リーンと結婚。
第二次南方戦役において、エトナ侯国を単騎で蹂躙。僅か三日で全面降伏に追いやった。
リサ同様リーンを16で結婚。リンジー、リサ共に結婚が早く、リディアが奥手なので「早く曾孫が見たいわぁ」と何時もリサに言っている。
リュカ・リンスター
リンスター副公爵。リドリー、リリーの父。リアムの弟。リチャード、リディヤ、リィネの叔父。
フィアーヌ・リンスター
リンスター副公爵夫人。リドリー、リリーの母。リチャード、リディヤ、リィネの叔母。
リドリー・リンスター
リリーの兄。リディヤと同じくリリーからは「愚兄」と呼ばれることがある。

##### リンスター家メイド隊
アンナ
声 - 堀籠沙耶
リンスター家のメイド長。鬼教官。リチャードの元先生。作中で一番長く生きている。
リディヤ御嬢様、リィネ御嬢様を陰日向から御見守りする会会長。
リンスター家の裏側を取り仕切り、国の内外から情報を日々収集している。かつて、隣国である帝国がリンスター公爵暗殺を企んだ際に送り込んだ暗殺者の一人だった。しかしリサと交戦した際に余りの戦力差と、彼女の美しさに全面降伏した。以降は、リサの忠実なる右腕。
メイド力はハワード家メイド長のシェリー・ウォーカーに次ぐ腕前。
ロミー
副メイド長。
リリー・リンスター
南方戦役で得た、旧アトラス・ベイゼル両侯国を治めるリンスターの副公爵家の長女。
メイド隊三席。陽気な性格でリディヤの幼少期に専属メイドを務めていたが、リディヤからは嫌われていた。リディヤ、リィネの従姉妹。
アレンとは、リディヤが夏休みに連れて来た時に出会った。お互い、名前も知らないにも関わらず、半日、南都をデートした。
剣技、魔法でリディヤに劣るも、それ以外のスペックは全て上位互換。アレンオリジナルの魔法式を使いこなしている。
メイド隊であるが、メイド服は持っていない。
エマ
メイド隊四席。
シンディ
メイド隊六席。
サキ
メイド隊六席。
コーデリア
メイド隊八席。
シーダ・スティントン
メイド見習い。リィネの専属メイド。平民出身。極東国に伝わる月神を信仰しており、口癖のようによく話す。

#### オルグレン家
四大公爵の一つ。東方の領主。領土内には獣人たちも暮らしている。代々継がれる属性は雷。極致魔法は「雷王虎」。秘伝は「紫斧」。
ギド・オルグレン
現オルグレン公爵。初老。グランド、グレック、グレゴリー、ギルの父。
グラント・オルグレン
オルグレン家長男。謀反の首謀者。
グレック・オルグレン
オルグレン家次男。
グレゴリー・オルグレン
オルグレン家三男。
ギル・オルグレン
声 - 大野智敬
オルグレン家の四男。アレンは王立大学の先輩。飛び級で進学。

##### オルグレン家メイド・臣下
コノハ
ギルの護衛兼専属メイド。南方出身。小さなときにギルに助けられ、絶対的な忠誠心を持っている。
ヘイグン・ヘイデン
ギドの臣下。
ハーグ・ハークレイ
ギドの臣下。
ザウル・ザニ
ギドの臣下。

#### ルブフェーラ家
四大公爵の一つ。代々継がれる属性は風。極致魔法は「暴風竜」。秘伝は「翠槍」。西方を守護している。200年前の魔王戦争後から再戦を期して軍備増強に余念はない。西方を守護。
レオ・ルブフェーラ
現ルブフェーラ公爵。エルフ族。四大侯爵の中では常識人。
血河を挟み二百年、魔王軍と相対している為、まずは「国土、そして人族防衛」が先に立つ。動乱時には「古き誓い」果たす為、全軍をあっさりと東へ向けた。海千山千の諸部族が乱立する王国西方を纏めているもで、胆力も併せ持つ。
先代公爵はレティの義理の息子。父親は不慮の事故死を遂げている。
レティシア・ルブフェーラ
先々代ルブフェーラ公爵。「流星旅団」元副長。
この二百年で生き残った、数少ない「元忌み子」。魔王戦争の最終決戦血河会戦において、「流星」から無理矢理、置き去りにされ生還。とてもとても愛情深い人で、魔王戦争後、「流星」の後を追おうか迷ったものの、結局、生きることを選択した。
アレンを気に入っており、一族最優の者との婚姻を望んでいる。

### 流星旅団
200年前の魔王大戦で大活躍した狼族の英雄「流星」アレンが率いた旅団。
アレン・エーテルフィールド
本作の主人公であるアレンとは別人物。魔王戦争に従軍し戦死。本作の主人公であるアレンの前の「鍵」。
イーゴン・イオ
大戦士。
レイグ・ファウベル
魔将殺し。
ドルム・ルガング
山砕き。
アリシア・コールハート
三日月。

### ユースティン帝国
英雄「射手」が建国した国。
ユーリー・ユースティン
ユースティン帝国皇帝。
ヤナ・ユースティン
ユースティン帝国皇女。
モス・サックス「陥城」
ユースティン帝国大元帥。魔剣「陥城」を所有し天剣と剣を交えてきた。

#### 勇者
アリス・アルヴァーン
帝国で暮らす「勇者」。世界を守護している。好物は、アレン特製のチーズケーキ。アレン、リディアとは黒竜戦で共闘。雷龍の剣「黒夜」を所持。
リディアを打ち負かした人物。
オーレリア・アルヴァーン
先代勇者。
イグナ・アルヴァーン
次期勇者候補。アレンに勝負を挑むも敗北。

### ララノア共和国
王国から北東部に位置する共和国。100年前にユースティン帝国から独立。
オズワルド・アディソン
ララノア共和国元首。アディソン侯爵家当主。光翼党党首。
マイルズ・タリトー
天地党党首。
アーサー・ロートリンゲン
旧帝国の末裔。
エルナー・ロートリンゲン
アーサーの婚約者。

### その他の登場人物
ロッド卿
声 - 川田紳司
王立学校の校長。大魔導。エルフ族。リディヤからは「腐れエルフ」と呼ばれている。
フェリシア・フォス
声 - 花澤香菜
15歳。カレン、ステラの親友。仕事をする時は眼鏡をかけている。フォス商会の娘兼実質的な経営者。
アレンに王立大学を卒業した時に両家合同の窓口があった場合は働かないかと誘われたことを切っ掛けに、あっさりと王立学校を辞た。父親からは勘当されたものの、本人は意見を変えることはなかった。
エルンスト・フォス
フェリシアの父親。商才はないため娘に任せている。
ゼルベルト・レニエ
男爵。アレンの親友でリディヤの天敵。四翼の悪魔から王都を救った。
オーウェン・オルブライト
貧乏男爵の息子。近衛騎士団長。28歳。剣腕のみで、今の地位に上り詰めた。既婚。恐妻家。リチャードとは悪友。戦場においては、百戦錬磨な武人。アレンを近衛に誘ったことがある。
リナリア・エーテルハート
人類史上最高の剣士と魔法士の称号である「天騎士」「天魔士」の最後の保持者。魔女の末裔。アレンに雷狐「アトラ」、魔剣「篝狐」、魔杖「銀華」を託した。
パオロ・ソレビノ
水都の高級ホテル水竜の館総支配人。
リル
アレン達がララノアへ向かう時に出会った白銀髪の迷子。ティナより身長が低く、幼い顔立ち。しかしその正体は、西のルーブフェラ領に隣接する魔王領の魔王当人。500年前は「双天」、200年前には「流星」、100年前には「銀狼」に、魔王にならないかと世代交代を打診するも断られ続けている。
アマラ・ファウベル
淡い茶黒髪の女性。アレン、リディアの同級生。南都にある、祖父の店を手伝っている。商才（主に金属、宝飾品系）あり。アレンから、商会に誘われた。
リガ・ファウベル
アマラの祖父。老ドワーフ。白髪白髭。宝飾職人。南都で小さな店を構えている。頑固で、認めた人間にしか物を売らない。
シセ・グレンビシー
チセの妹。半妖精族の大魔法士。アレンの母エリンに増幅魔法の手ほどきをした。ティナ、ステラの母ローザと黒花の師。ティナに「命が続く限り、ティナハワードの力になろう」と誓った。
チセ・グレンビシー
シセの姉。
スセ・クレンビシー
少数民族中の少数民族、半妖精族の少女。お調子者で毎回、アレンに説教を受けている。アレンのことを「主」と呼ぶ。
アッシュフィールド
賢者。
アッシュハート
月魔。
イリア・アッシュハート
黒嶺狐族。

#### 研究室のメンバー
教授
声 - 内田夕夜
王立学校の教授。年齢は五十代。王都愛猫会書記。アレン、リディヤの担当教授。学校長とリンスター夫妻に二人を押し付けられた。ワルター、リアムとは悪友の仲。王立学校長であるロッド卿とは同族。現国王、リサは元教え子。現役時代は、王国内屈指の魔法士で戦場、政治の場において、敵対者を正攻法、搦め手何でもござれで葬り続け、敵味方から恐れられた。その結果かこの三年間はリディヤ、アレンに付き合わされている。本名はかなり長く、ほとんどの人物が名前を憶えていない。そのため、悪友達からも教授。国王からは「先生」と呼ばれている。使い魔の猫である「アンコさん」(声 - 佐藤はな)がいる。
ニケ・ニッティ
ニコロ・ニッティ
テト・ティヘリナ
魔女っ子。教授からはテト嬢と呼ばれている。魔王戦争時、人側に降った魔族の末。頭に角あり。アレンの面接を受け、研究室入り。数少ない彼直系の弟子で、アレンがしてきた鍛錬方法を全部体験。そのため、魔法に関する基準が人並みより外れている。
アレンに褒められるのが大好きで、彼に頼みごとをされると、とかくやり過ぎる。百発単位で上級魔法を乱射し、呪符の嵐が加わる。夢は小さな魔道具屋をすることだが、関係者全員から否定されている。「同期のイェンと同棲中。
ヴァル・ウークース
エルフとドワーフの混血でウィルは双子の弟。
ウィル・ウークース
エルフとドワーフの混血でヴァルは双子の姉。

#### 獣人族
高い戦闘力を持っていたが、200年前の魔王戦争で多くが戦死し、人口はわずかになった。
カレン
狼族。
エリン
狼族。アレン、カレンの母親。30代後半。料理が得意。ナタンとは幼馴染。
ナタン
狼族。アレン、カレンの父親。30代後半。優しく、息子と娘を深く愛している。アレンが、王宮魔法士を落ちた事を悔いていたのに対し、彼を誇りに思うと、本心から言ってのけた。
デグ
前獺副族長。

#### ニッティ家
水都の名家。
ニケ・ニッティ
ニッティ家の跡継ぎ。アレン、リディヤの同級生。
王立学校時代、あっという間に駆け上がっていったアレンを苦々しく思いつつも、自らの力量不足を恥じていた。アレン、リディアの同級生の中では常識人でニケ他、極少数しかおらず、アレンは散々排斥を受けた
水都騒乱下において、自らの力を振り絞り、事を収めようとするも失敗。戦後、アレンに攫われ、一族郎党全てリンスター幕下へ。荒廃する北部五侯国立て直しを委ねられる。
ニコロ・ニッティ
ニケの弟。研究室の掟である、「リディア先輩には逆らわない。アンコさんは敬う。アレン先輩に頼まれたら答えは一つ『はい喜んで！』」を忠実に守っている。

#### 聖霊教
イリア
聖女。
アスター・エーテルフィールド
聖霊教使徒主座。
イオ・ロックフィールド
聖霊教信徒次席。半妖精族の魔法士。単独で各国の貴族、勇将を暗殺している。
ゼルベルト・レニエ
聖霊教信徒第四席。
イドリス「老吸血鬼」
聖霊教信徒第四席。
イズ
聖霊教信徒第六席。マイルズ・タリトー。
アリシア・コールフィールド
三日月。
ヴィオラ・ココノエ
偽聖女の従者。

#### 聖霊教候補
イフル
聖霊教候補の少女。
シュカ
聖霊教候補の少女。金の双眸。竜信奉者。

#### 八大精霊
炎麟
別名「リア」。リディヤの中にいた精霊。
氷鶴
声 - 能登麻美子
別名「レナ」。ティナの中にいる精霊。
雷弧
別名「アトラ」。アレンが幽閉されていた時に出会った精霊。

## 用語
四大公爵
ハワード家やリンスター家が該当し、各方面から王国の守護をしている。また、先祖代々から受け継がれている極致魔法などがある。
八侯爵・十六伯爵

王立学校王立大学校
王国内で最高の教育機関。3年制。入試レベルは高く、授業のレベルが高いため入学者の半分が3年間で卒業できない。飛び級制度はあるものの、この10年間で飛び級で卒業出来たのは、アレンとリディヤを含めて3人。
王立大学校
王立学校卒業生の主な進学先。4年制。
流星旅団
英雄アレン率いる獣人旅団。
月神教
シーダが暮らしていた極東国の月神様を信仰する教団。
属性
炎・水・土・風・雷・光・闇の7種類がある。旧8属性には氷が存在し、曜日にも指定されている。暦は8日1週で光・闇が完全休息日。氷は雷と光の間にある。
魔法
一般的なものとして初・中・上級があり、一部の家が極致魔法を保持している。大魔法はおとぎ話のものとして扱われている。
王宮魔法士・近衛騎士の任命式
任命式には王族、四大公爵、八大侯爵・十六伯爵が臨席する。
グリフォン便
天鷹商会が運営している宅配業者。時間管理を徹底しているため荷物の配送が遅れることはない。
グリフォン便は通常。赤グリフォン便は速達物を、黒グリフォン便は機密情報を送るのに使われている。
侯国連合
王国南方に隣接する国。北部5侯国・南部6侯国・水都で構成されている。
ユースティン帝国
王国北方に隣接する国。百年前にハワード家との戦争で完敗。帝国内には「勇者」が暮らしている。
ララノア共和国
王国の東北部にあり、四英海の先に位置する共和国。主府は工房都市「タバサ」。元々はユースティン帝国の一部だった。100年前に東部の貴族らが反乱を起こしその際に建国された。
四英海
大陸最大の塩湖。
魔王領
王国西方に血河を挟み隣接している。

## 既刊一覧

### 小説
| 巻数 | タイトル                                               | 初版発行日（発売日）       | ISBN              |
| ---- | ------------------------------------------------------ | -------------------------- | ----------------- |
| 1    | 公女殿下の家庭教師 謙虚チートな魔法授業をはじめます    | 2018年12月20日（同日）     | 978-4-04-073021-9 |
| 2    | 公女殿下の家庭教師2 最強剣姫と新たな伝説をつくります   | 2019年2月20日（同日）      | 978-4-04-073022-6 |
| 3    | 公女殿下の家庭教師3 魔法革命で迷える聖女を導きます     | 2019年6月20日（同日）      | 978-4-04-073221-3 |
| 4    | 公女殿下の家庭教師4 氷炎の姫君と夏休みに王国を救います | 2019年10月20日（10月19日） | 978-4-04-073222-0 |
| 5    | 公女殿下の家庭教師5 雷狼の妹君と王国動乱               | 2020年3月20日（3月19日）   | 978-4-04-073583-2 |
| 6    | 公女殿下の家庭教師6 慟哭の剣姫と南方戦役               | 2020年7月20日（7月17日）   | 978-4-04-073584-9 |
| 7    | 公女殿下の家庭教師7 先導の聖女と北方決戦               | 2020年11月20日（同日）     | 978-4-04-073852-9 |
| 8    | 公女殿下の家庭教師8 再臨の流星と東都決着               | 2021年月20日（3月19日）    | 978-4-04-073853-6 |
| 9    | 公女殿下の家庭教師9 英雄の休息日                       | 2021年7月20日（7月16日）   | 978-4-04-074145-1 |
| 10   | 公女殿下の家庭教師10 千年の都                          | 2021年11月20日（同日）     | 978-4-04-074146-8 |
| 11   | 公女殿下の家庭教師11 歴史の幻影                        | 2022年3月20日（3月19日）   | 978-4-04-074477-3 |
| 12   | 公女殿下の家庭教師12 約束の花園                        | 2022年7月20日（同日）      | 978-4-04-074478-0 |
| 13   | 公女殿下の家庭教師13 大樹守りの遺言                    | 2022年11月20日（11月18日） | 978-4-04-074735-4 |
| 14   | 公女殿下の家庭教師14 星約違いの天使                    | 2023年4月20日（同日）      | 978-4-04-074736-1 |
| 15   | 公女殿下の家庭教師15 英傑殺しの氷龍                    | 2023年8月20日（8月19日）   | 978-4-04-075020-0 |
| 16   | 公女殿下の家庭教師16 世界欺きの偽神                    | 2024年2月20日（同日）      | 978-4-04-075021-7 |
| 17   | 公女殿下の家庭教師17 星継ぎし天槍                      | 2024年7月20日（同日）      | 978-4-04-075491-8 |
| 18   | 公女殿下の家庭教師18 闇射ちし神銃                      | 2025年1月20日（1月18日）   | 978-4-04-075731-5 |
| 19   | 公女殿下の家庭教師19 鍵護りし聖楯                      | 2025年4月20日（4月18日）   | 978-4-04-075890-9 |
| 20   | 公女殿下の家庭教師20 暁告げし星杖                      | 2025年7月20日（7月18日）   | 978-4-04-075976-0 |
| 0    | 公女殿下の家庭教師0 王立学校編                         | 2025年7月20日（7月18日）   | 978-4-04-075978-4 |

### 漫画
- 無糖党（漫画）、七野りく（原作）、cura（キャラクター原案）『公女殿下の家庭教師』KADOKAWA〈角川コミックス・エース〉、既刊5巻（2025年7月26日現在）
  1. 2020年7月21日発売[40]、ISBN 978-4-04-109454-9
  2. 2021年9月25日発売[41]、ISBN 978-4-04-109455-6
  3. 2023年4月26日発売[42]、ISBN 978-4-04-113036-0
  4. 2024年2月26日発売[43]、ISBN 978-4-04-114552-4
  5. 2025年7月26日発売[44]、ISBN 978-4-04-116299-6

### 画集
- cura『公女殿下の家庭教師 cura画集』KADOKAWA、2025年8月20日発売[45]、ISBN 978-4-04-076015-5

## テレビアニメ
2023年10月開催されたオンラインイベント「ファンタジア文庫大感謝祭オンライン2023」にてテレビアニメ化が発表された。2025年7月よりTOKYO MXほかにて放送中。放送に先立って、アニメキャストの出演するWeb生放送特番『TVアニメ『公女殿下の家庭教師』放送直前！特別授業スペシャル生放送』がYouTubeチャンネル「GREE Entertainment ANIME & GAME」とアニメ公式SNSにて配信された。

### スタッフ
- 原作 - 七野りく[9]
- キャラクター原案 - cura[9]
- 監督 - 長山延好[9]
- 助監督 - 石栗和弥[9]
- シリーズ構成 - 清水恵[9]
- キャラクターデザイン - 豊田暁子[9]
- サブキャラクターデザイン - 竹本早耶香[9]
- プロップデザイン - 大出翔平[9]
- 衣装デザイン - 山田菜都美[9]
- 美術設定 - 長澤順子[9]
- 美術監督 - 海野よしみ[9]
- 色彩設計 - 山弥夕夏[9]
- CGディレクター - 髙倉健志[9]
- 撮影監督 - 豊岡茂紀[9]
- 編集 - 岡祐司[9]
- 音響監督 - 立石弥生[9]
- 音響制作 - ビットグルーヴプロモーション[9]
- 音楽 - 羽岡佳[8]
- 音楽制作 - キングレコード[9]
- 音楽プロデューサー - 諏訪豊、東田珠希
- プロデューサー - 山田晋也、成田明浩、石脇剛
- アニメーションプロデューサー - 江里口武志
- アニメーション制作 - スタジオブラン[9]
- 製作 - 「公女殿下の家庭教師」製作委員会

### 主題歌
「Wish for you」
前島亜美によるオープニングテーマ。作詞・作曲はImaban、編曲は石倉誉之とImaban。
「少女のすゝめ」
岡咲美保によるエンディングテーマ。作詞は秋田涼一、作曲・編曲は澤田空海理。

### 各話リスト
| 話数  | サブタイトル           | 脚本     | 絵コンテ        | 演出     | 作画監督                                   | 総作画監督                 | 初放送日      |
| ----- | ---------------------- | -------- | --------------- | -------- | ------------------------------------------ | -------------------------- | ------------- |
| 第1話 | 魔法が使えない公女殿下 | 清水恵   | 長山延好        | 石栗和弥 | Synod 杭州神在動画 BigOwl                  | 豊田暁子 中山和子 南波天   | 2025年 7月6日 |
| 第2話 | 拒絶するモノ           | 清水恵   | 石栗和弥        | 杉阿椰子 | Synod 杭州神在動画 01-ゼロワン-            | 豊田暁子 中山和子 露木愛里 | 7月13日       |
| 第3話 | 涙の後に咲く花         | 笹野恵   | 渡辺ましゃみ    | 吉村朝陽 | Synod 杭州神在動画                         | 豊田暁子 中山和子 露木愛里 | 7月20日       |
| 第4話 | 最終試験               | 小鹿りえ | 渡真利晃喜      | 関武蔵   | Synod 杭州神在動画 JACKPOT Ritera Pictures | 中山和子 南波天 露木愛里   | 7月27日       |
| 第5話 | 憧れの王立学校 前編    | 清水恵   | 渡辺ましゃみ    | 矢野孝典 | Synod 杭州神在動画                         | 中山和子 南波天            | 8月10日       |
| 第6話 | 憧れの王立学校 後編    | 笹野恵   | Pitera Pictures | 田尻賀子 | ワンオーダー 01-ゼロワン- JACKPOT BigOwl   | 中山和子 南波天 小沼よしい | 8月17日       |
| 第7話 | 課外授業は温泉で       | 清水恵   | 石栗和弥        | 杉阿椰子 | 小林花緒 Synod 杭州神在動画 Radplus        | 中山和子 南波天 小沼よしい |               |

### 放送局
| 放送期間       | 放送時間                     | 放送局       | 対象地域 | 備考                                 |
| -------------- | ---------------------------- | ------------ | -------- | ------------------------------------ |
| 2025年7月6日 - | 日曜 1:30 - 2:00（土曜深夜） | TOKYO MX     | 東京都   |                                      |
|                |                              | BS11         | 日本全域 | BS放送 / 『ANIME+』枠                |
| 2025年7月8日 - | 火曜 23:00 - 23:30           | AT-X         | 日本全域 | CS放送 / 字幕放送 / リピート放送あり |
| 2025年7月9日 - | 水曜 2:35 - 3:05（火曜深夜） | 北海道テレビ | 北海道   |                                      |

| 配信開始日    | 配信時間                   | 配信サイト | 備考                 |
| ------------- | -------------------------- | --- | -------------------- |
| 2025年6月29日 | 日曜 1:30（土曜深夜） 更新 | ABEMA dアニメストア | 地上波先行・最速配信 |
| 2025年7月6日  | 日曜 1:30（土曜深夜） 更新 | U-NEXT Hulu アニメタイムズ (Prime Video channel) Lemino （AVOD含む） バンダイチャンネル FOD Amazon Prime Video DMM TV Rakuten TV Rチャンネル AnimeFesta ニコニコ動画 ビデオマーケット ふらっと動画 |                      |